# امامزاده بامیر
امامزاده بامیر مربوط به دوره صفوی است و در شهرستان نطنز، در مجاورت خیابان ملک اشتر، بعد از امامزاده عبدالله، نزدیک آب انبار تیلاب واقع شده و این اثر در تاریخ ۲۲ آبان ۱۳۸۶ با شمارهٔ ثبت ۱۹۸۷۴ به‌عنوان یکی از آثار ملی ایران به ثبت رسیده است.